# 三禅天
三禅天，佛家认为是天界中色界天的第三个层次，为已经脱离欲念，达到三禅境界的天人所居住。此天较二禅天又断离了喜乐等情感，唯有行捨、正念、正知、受乐和专心五种特性，故称离喜妙乐地。

## 概论
世界分为三界：欲界、色界、无色界。色界谓已脱离了欲念，但仍有色身（物质身）的天界。色界天根据禅定功夫又分为初禅天、二禅天、三禅天、四禅天四个层次，每个层次各有多级天。
三禅天自下往上依次为：少净天、无量净天、遍净天。谓「净」者，为离喜乐之妙乐境界；少净天谓三禅天中净乐最少；无量净天谓较少净天净乐多，而难以测量；遍净天谓此天净乐遍满。
遍淨天王為三禪天之主。

## 往生
三禅天及馀色界天，皆已脱离了世间欲望，而以禅乐为乐。若人要往生三禅天，必须通过禅定功夫达到「安隐（稳）心中，欢喜毕具」的三禅境界方可。